# Cuba Gooding Jr.
Cuba Gooding Jr. (født 2. januar 1968) er en amerikansk skuespiller, kendt fra blandt andet Pearl Harbor (2001). I 1997 vandt han en oscar for bedste mandlige birolle, for sin rolle som Rod Tidwell i Jerry Maguire.

## Udvalgt filmografi
- Coming to America (1988)
- Boyz n the Hood (1991)
- Jerry Maguire (1996)
- Mænd af ære (2000)
- Pearl Harbor (2001)
- Rat Race (2001)
- Zoolander (2001)
- Radio (2003)
- American Gangster (2007)
- Machete Kills (2013)
- The Butler (2013)